# Comuna Sur (Neiva)
Denominada Comuna Sur o Seis de la ciudad de Neiva. La Comuna 6 está localizada al sur del área urbana sobre la margen derecha del Río Magdalena siendo la comuna más extensa, de mayor proyección urbanística, industrial y comercial de la ciudad, contando con el Centro Comercial Oasis Plaza y Unicentro Neiva. Ubicada entre las cuencas del Río del Oro y la Quebrada La Barrialosa. Limita al norte con la Comuna 4, la Comuna 7 y la Comuna 8; al oriente con el corregimiento de Río de las Ceibas; al sur con el corregimiento del Caguán; y al occidente con el municipio de Palermo. La Comuna 6 hace parte de la UPZ Río del Oro.

## Límites
Comprendidos desde el punto de intersección del perímetro urbano desde el Río del Oro se sigue por este aguas abajo hasta la desembocadura del Río Magdalena, por este aguas arriba hasta encontrar la desembocadura de la Quebrada La Carpeta, por esta aguas arriba hasta la proyección de Surabastos en su lindero posterior, de ahí se continúa en línea recta en sentido sur hasta encontrar la quebrada la Barrialosa, por ésta aguas arriba hasta el límite del perímetro urbano de Neiva, en el punto de partida de esta comuna.

## Barrios

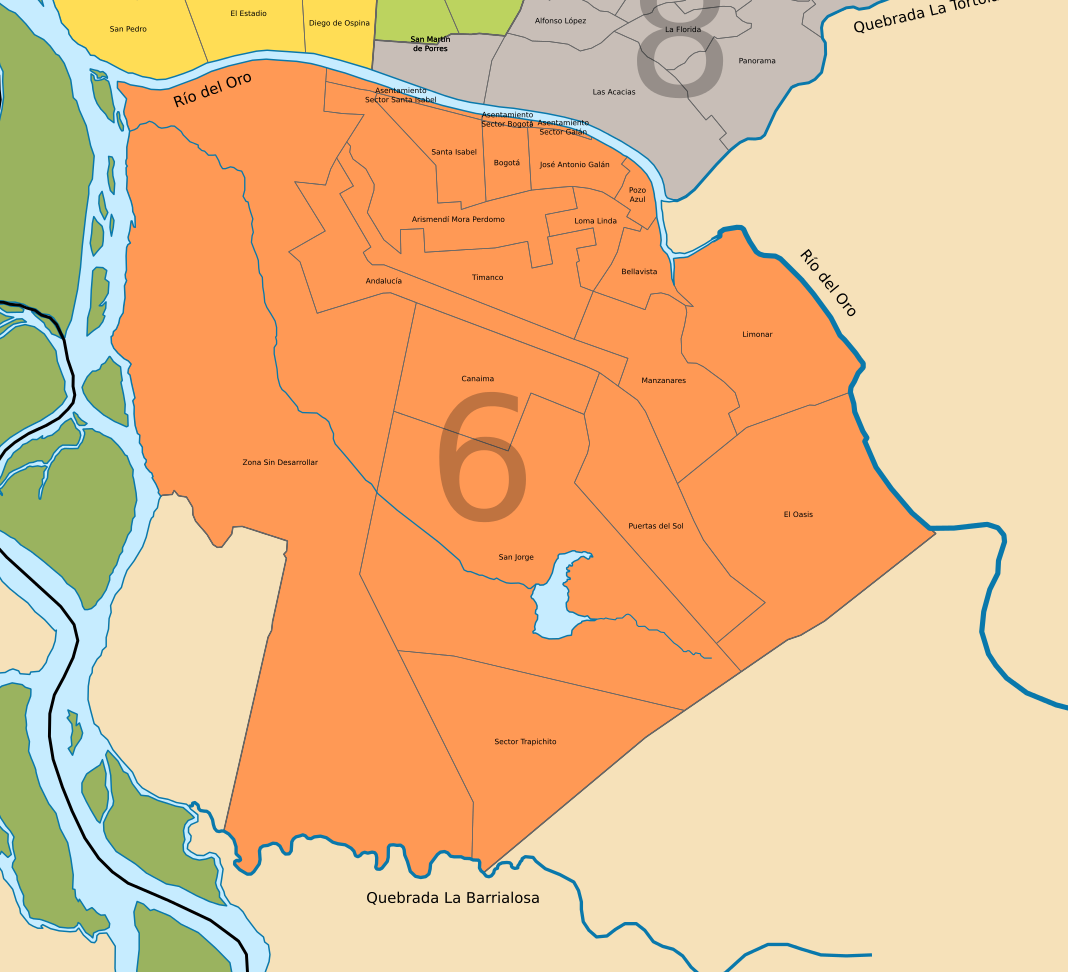
Comuna Sur, división barrial.

La comuna 6 sur se divide en 16 barrios:
| Barrio             | Sectores y/o Urbanizaciones     |
| ------------------ | ------------------------------- |
| Andalucía          | Conjunto Andalucía I, II, II, I |
| Andalucía          | El Tejar                        |
| Andalucía          | Los Caobos                      |
| Andalucía          | Conjunto Los Arrayanes          |
| Andalucía          | Conjunto Ceiba Real             |
| Andalucía          | Arismendi Mora Perdomo          |
| Andalucía          | La Esperanza                    |
| Andalucía          | Bogotá                          |
| Andalucía          | Buenos Aires                    |
| Canaima            | Canaima                         |
| Canaima            | Brisas de Canaima               |
| El Limonar         | El Limonar                      |
| El Limonar         | Altos del Limonar               |
| José Antonio Galán | José Antonio Galán              |
| José Antonio Galán | Sector Galán                    |
| José Antonio Galán | Sinaí                           |
| Loma Linda         | Las Lajas                       |
| Loma Linda         | Loma Linda                      |
| Manzanares         | Manzanares                      |
| Manzanares         | Proyecto Manzanares             |
| Oasis              | Oasis                           |
| Oasis              | El Tejar                        |
| Oasis              | Tierra de Promisión             |
| Pozo Azul          | Pozo Azul                       |
| Pozo Azul          | Jesús de Nazareno               |
| Puertas del Sol    | Puertas del Sol                 |
| Puertas del Sol    | San Luis de La Paz              |
| San Jorge          | San Jorge I, II, III, IV        |
| Santa Isabel       | Santa Isabel                    |
| Timanco            | Timanco I, II , III, IV Etapa   |
| Timanco            | San Francisco de Asís           |
| Tuquila            | Miramar                         |
| Tuquila            | Minuto de Dios                  |
| Tuquila            | Tuquila                         |
| Tuquila            | Emaya                           |

## Asentamientos
La comuna 6 sur además cuenta con 5 asentamientos en proceso de reconocimiento como barrio legal:
| Asentamiento        | Sectores            |
| ------------------- | ------------------- |
| Las Margaritas      | Las Margaritas      |
| Sector Bogotá       | Sector Bogotá       |
| Sector Galán        | Sector Galán        |
| Sector Santa Isabel | Sector Santa Isabel |
| Sector Barreiro     | Sector Barreiro     |